# Хайнрих фон Лендорф-Щайнорт
Хайнрих фон Лендорф-Щайнорт (на немски: Heinrich von Lehndorff-Steinort) е германски лейтенант от Вермахта, участвал в опита за убийство на фюрера Адолф Хитлер от 20 юли 1944 г.

## Биография
Лендорф е роден в Хановер и учи икономика и бизнес администрация във Франкфурт на Майн. През 1936 г. той поема управлението на семейното имение Steinort в Източна Прусия. След избухването на Втората световна война, той първо е пратен в Полша, а по-късно, като лейтенант от резерва, изпратен в щаба на генерал Федор фон Бок, който по-късно става върховен командир на Центъра за армии. По време на операция Барбароса (германската атака срещу Съветския съюз) Лендорф става свидетел на клането на еврейското население край Барисау в Беларус. След това Хенинг фон Тресков го спечелва към военната съпротива срещу Хитлер.
Като първи лейтенант в резерва, Лендорф е изпратен като служител за връзка в Област на отбраната I (Източна Прусия) в Кьонигсберг (днес Калининград, Русия). Ден след неуспешния опит за атентат срещу Хитлер във Вълчата бърлога на 20 юли 1944 г., Лендорф е арестуван. Той е осъден на смърт от Народна съдебна палата на 4 септември 1944 г. Обесен е в същия ден в затвора Пльоцензе в Берлин. Съпругата му Готлибе фон Калнайн (1913-1993) и четирите му дъщери Мари Елинор, Вера, Габриеле и Катарина, прекарват остатъка от войната в концентрационните лагери.
Неговата дъщеря Вера фон Лендорф (1939-) става известен фотомодел и актриса под сценичното име Верушка.